# Albatrossen

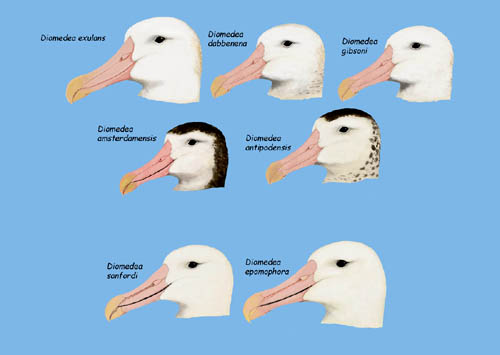
Albatrossen binnen het geslacht Diomedea

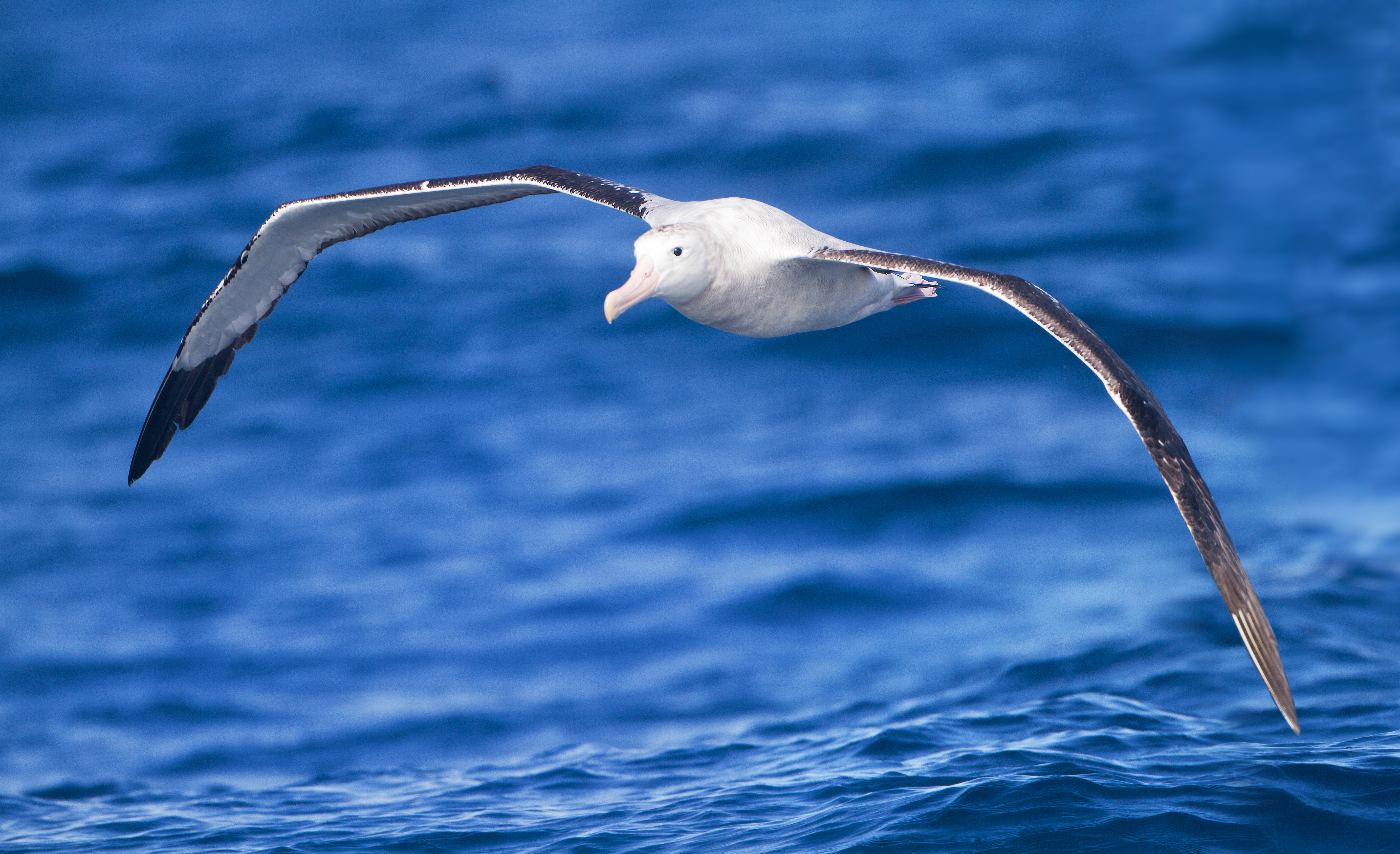
Albatros tijdens de vlucht

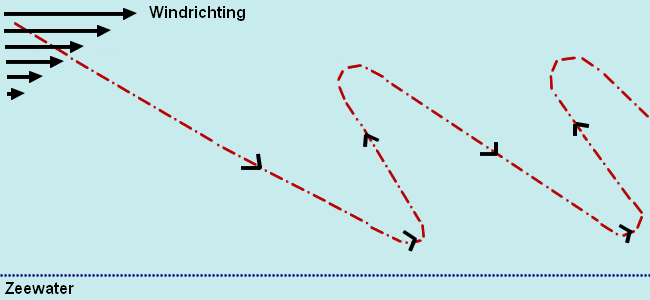
De vliegroute van een albatros bij dynamische stijgwind.

Albatrossen (Diomedeidae) zijn een familie van grote zeevogels met lange vleugels die vrijwel hun hele leven doorbrengen boven zee. Ze komen wijdverspreid voor in de Zuidelijke Oceaan en de noordelijke Grote Oceaan, ze zijn afwezig in de noordelijke Atlantische Oceaan. Te land zijn zij vrij onbeholpen en zij komen daar alleen om te nestelen, veelal op afgelegen eilanden. De familie telt 21 soorten.
Albatrossen behoren tot de grootste vliegende vogels en de grote albatrossen van het geslacht Diomedea hebben de grootste spanwijdte van alle nu levende vogels. De albatrossen worden algemeen geordend in vier geslachten, maar over het precieze aantal soorten verschillen de opvattingen onder biologen.
Albatrossen hebben lange vleugels in verhouding tot hun lichaamsgrootte en hun wervels en bovenste vleugelbeenderen zijn hol maar sterk. Hiermee kunnen ze op efficiënte wijze lange afstanden afleggen door al zwevende gebruik te maken van opstijgende luchtstromen en dit af te wisselen met lange glijvluchten.  Albatrossen broeden in kolonies, die voor het grootste deel te vinden zijn op afgelegen eilanden in de oceaan. Een kolonie kan uit verschillende soorten bestaan.
Hun voedsel bestaat voornamelijk uit vis, inktvis, en krill. Ze eten aas, duiken naar prooi of grijpen hun prooi van het wateroppervlak.
Van de 21 soorten albatrossen die erkend worden door de IUCN zijn er 19 met uitsterven bedreigd. Langelijnvisserij vormt de grootste bedreiging, omdat de vogels worden aangetrokken door het aas, aan de lijn worden gehaakt en vervolgens verdrinken. Overheden, natuurbeschermingsorganisaties en mensen binnen de visserij proberen deze bijvangst te verminderen.

## Vlucht
De spanwijdte van de vleugels van de grootste albatrossen uit het geslacht Diomedea is de grootste van alle vogels, meer dan 340 cm, hoewel de spanwijdte van andere soorten met zo'n 175 cm aanzienlijk kleiner is. De vleugels zijn stijf en gewelfd, met verdikte gestroomlijnde leidende randen. Albatrossen leggen grote afstanden af met twee technieken die door vele langvleugelige zeevogels worden gebruikt, namelijk dynamische stijgwind en hellingstijgwind. Bij dynamische stijgwind stijgt de albatros herhaaldelijk in de wind en daalt met de wind mee waardoor hij energie verkrijgt uit de verticale windsloop. De vogel daalt met een versnelde wind, draait vervolgens het hoofd naar de langzamere wind over het water, klimt tot net voor de overtrek, en daalt vervolgens weer met de wind mee, waarbij hij gebruikmaakt van de sterke rugwind en zwaartekracht. Met deze manoeuvre kan de vogel tot bijna 1000 km per dag afleggen, zonder ook maar 1 keer met zijn vleugels te slaan. De enige moeiteloze beweging is het links en rechts draaien in elke dergelijke lus. Bij hellingstijgwind maakt de albatros gebruik van de stijgende lucht aan de loefzijde van grote golven. Albatrossen hebben een hoog glijgetal, rond 22:1 tot 23:1, wat betekent dat voor elke meter hoogteverlies, ze 22 meter vooruit kunnen vliegen. Ze worden bij het vliegen geholpen door een schouder-slot, een pees die de vleugel vergrendelt wanneer hij volledig uitgestrekt wordt, waardoor de vleugel uitgestrekt blijft op hoge hoogtes, zonder enige spierkracht. Deze morfologische adaptatie hebben ze gemeen met de reuzenstormvogels (geslacht Macronectes).

## Lijst van geslachten
- Geslacht Diomedea (zes soorten waaronder de reuzenalbatros)
- Geslacht Phoebastria (vier soorten waaronder de galapagosalbatros)
- Geslacht Phoebetria (twee soorten)
- Geslacht Thalassarche (negen soorten waaronder de Atlantische geelsnavelalbatros en de wenkbrauwalbatros)

## Bedreiging
Ondanks hun afgelegen leefgebieden worden minstens 19 albatrossoorten met uitsterven bedreigd. Rond 1900 waren vele soorten bedreigd vanwege de vraag naar veren. Tegenwoordig zijn de grootste bedreigingen echter geïntroduceerde soorten zoals ratten en katten die eieren, kuikens en broedende vogels opeten, de grote afname in visbestanden door plasticvervuiling van de zeeën waaruit ze hun voedsel halen, door overbevissing en langelijnvisserij. Ze bijten zich vast in de vislijnen en op deze manier komen er jaarlijks meer dan 100.000 albatrossen om het leven.

## Varia
- In 2018 en 2019 werden meer dan 100 albatrossen ingezet voor een succesvol experiment om illegale vissersboten op te sporen. Albatrossen hebben immers de gewoonte vissersboten te benaderen voor buit, en zien de boten al op 30 km afstand. De vogels werden bepakt met lichtgewicht mini-elektronica waarmee zowel hun positie als die van de boot werden doorgegeven aan controleposten.[2][3]
- In maart 2021 kreeg "Wisdom", de oudste vogel en albatros van de wereld, een jong. Wisdom is minstens zeventig jaar oud en werd in 1956 geringd. Het jong werd geboren op Midway.[4] Daarna verloor ze echter haar partner Akeakamai, na een "huwelijk" van zestig jaar. In november 2024 keerde ze met een nieuwe partner terug naar Midway en legde ze, inmiddels minstens 74 jaar oud, opnieuw een ei.[5]

## Afbeeldingen

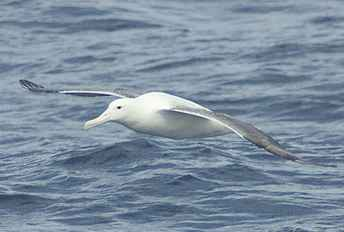
Noordelijke koningsalbatros (Diomedea epomophora)
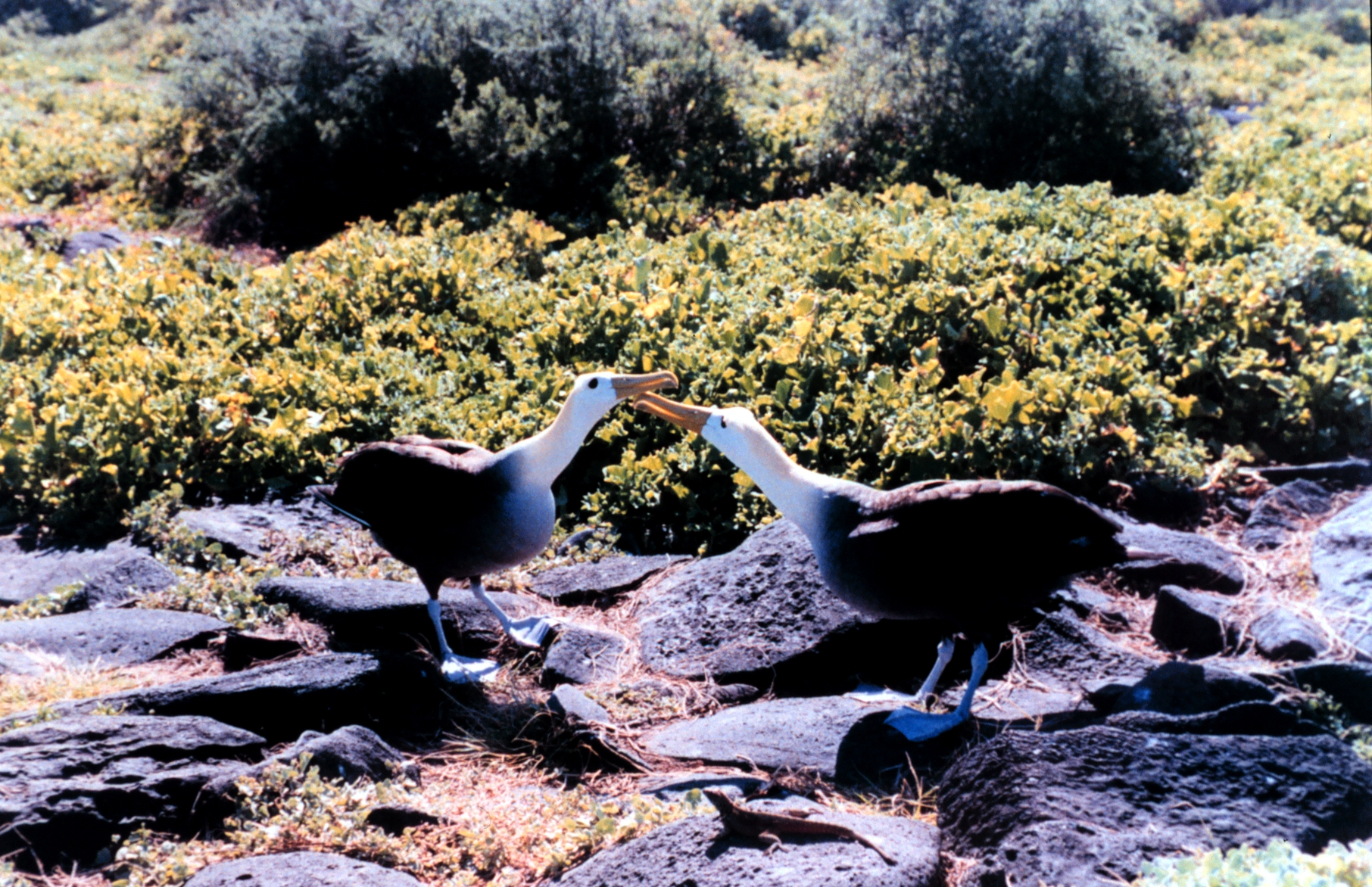
Galapagosalbatros (Diomedea irrorata)
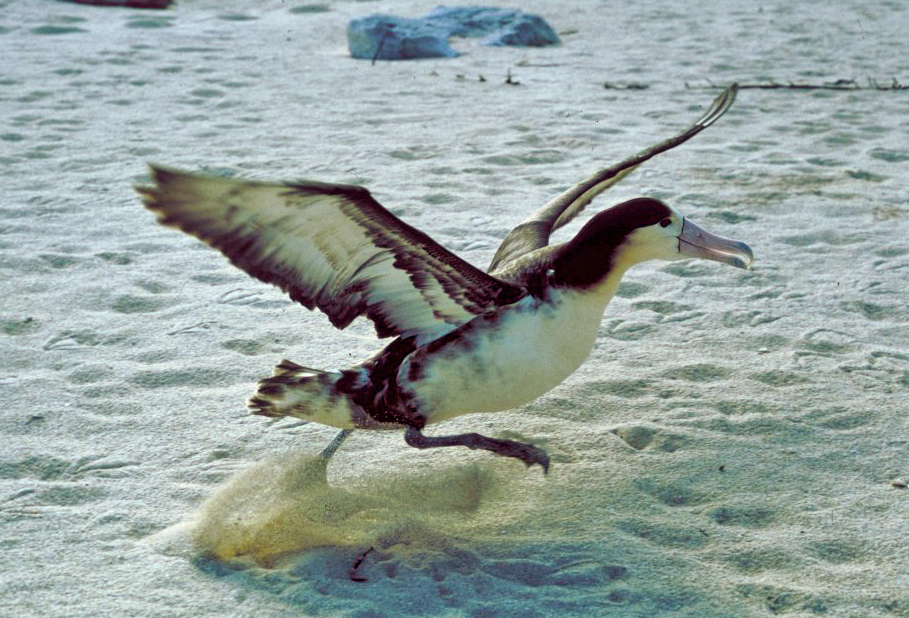
Stellers albatros (Phoebastria albatrus)
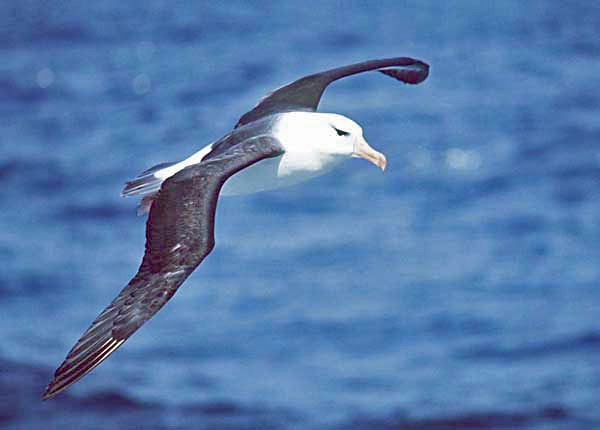
Wenkbrauwalbatros (Thalassarche melanophris)